# Hascho
Hascho is een Duits historisch merk van motorfietsen.
De bedrijfsnaam was: Halbritter & Schollmeyer Motorfahrzeugbau, Mühlhausen, Thüringen.
Hascho speelde in de eerste helft van de jaren twintig in op de vraag naar goedkope vervoermiddelen die in het Duitsland van na de Eerste Wereldoorlog bestond. Men begon in 1923 of in 1924 met de productie van lichte motorfietsjes, waarvoor de 142- en 173cc-tweetakt-inbouwmotoren bij DKW ingekocht werden. In die tijd kwamen echter honderden Duitse bedrijven op hetzelfde idee. De concurrentie was zodoende enorm en het opbouwen van een dealernetwerk was niet mogelijk. Al die kleine merkjes waren aangewezen op klanten in hun eigen regio en in 1925 moesten meer dan 150 van hen de productie staken. Hascho wist het tot 1926 vol te houden, waarbij men intussen ook overschakeld was op tweetaktmotoren van het Britse merk Villiers.